# Mathis le peintre (opéra)

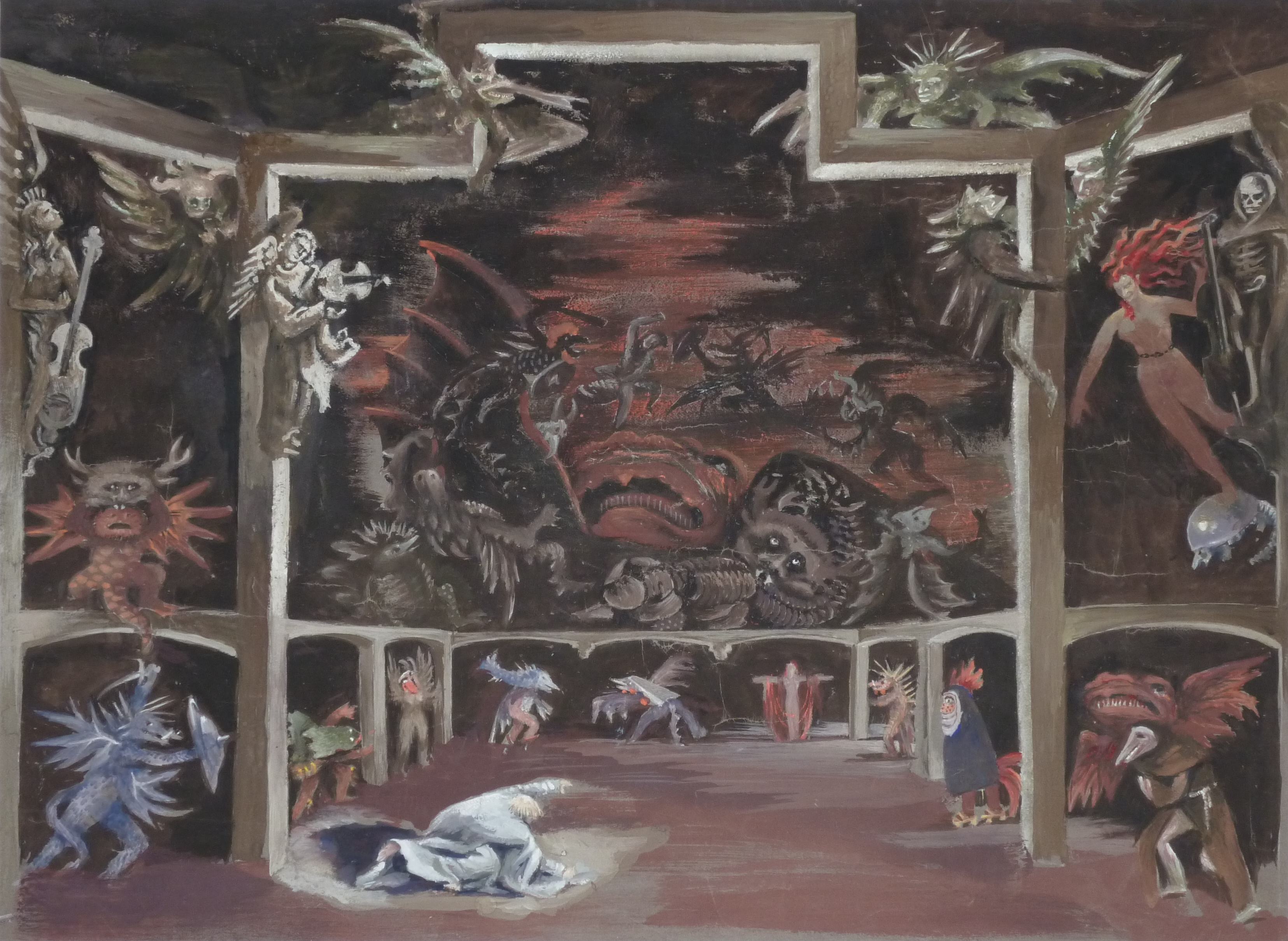
Décor d'Helmut Jürgens (Munich, 1948).

Mathis le peintre (allemand : Mathis der Maler) est un opéra en 7 scènes de Paul Hindemith qui a aussi écrit le livret. Composé en 1934-35, mais interdit en Allemagne par le pouvoir nazi, la première a eu lieu en 1938 à Zurich.

## Historique
La genèse de l'opéra repose sur l'intérêt que Hindemith portait à la Réforme. Le protagoniste est Matthias Grünewald (de son vrai nom probablement Mathis Gothart Nithart), peintre et ingénieur hydraulique allemand de la Renaissance, contemporain d'Albrecht Dürer, et qui a inspiré certains peintres expressionnistes du début du XXe siècle.
Le livret situe l'action durant la Révolte des Rustauds, vers 1525. La lutte de Mathis pour l'expression artistique dans le climat répressif de son époque est clairement le reflet de la propre vie d'Hindemith, qui a commencé à écrire le livret alors que les nazis arrivaient au pouvoir. Ceux-ci ont qualifié Hindemith de « bolchevik musical » et Hindemith s'est alors exilé aux États-Unis d'Amérique.

## Création
Composé en 1934-35, mais interdit en Allemagne par le pouvoir nazi, la première a eu lieu le 28 mai 1938 à Zurich au Stadttheater sous la direction de Robert Denzler, avec Hellwig, Funk, Stig, Baxevanos, Mossbacher, Honisch, Rothmüller et Emmerich. Les premières auditions françaises (en 1934) ont été dirigées par le chef d'orchestre Joseph Victor Meyer. La première à Amsterdam a eu lieu en 1939. En Allemagne, l'opéra a été monté à Stuttgart en 1946, avec Wissman, Stoll, Czubok, Windgassen, Otto von Rohr (de) sous la direction de Ferdinand Leitner. En 1948, il a été joué à Munich sous la direction de Georg Solti et au Staatsoper de Berlin dirigé par Johannes Schüler.
En 1967, il a été joué à Montréal et au Metropolitan de New York sous la direction de Hans Schmidt-Isserstedt.
Mathis der Maler est parfois donné, par exemple par le New York City Opera en 1995, ou plus récemment en 2010 par l'Opéra de Paris, mais la symphonie en trois mouvements que Hindemith a tiré de son opéra est davantage jouée. 

## Rôles principaux
| Rôle                                                                   | Voix      | Distribution lors de la création, 28 mai 1938 (Chef: Robert Denzler) |
| ---------------------------------------------------------------------- | --------- | -------------------------------------------------------------------- |
| Albrecht von Brandenbourg, Cardinal Archevêque Mayence                 | ténor     | Peter Baxevanos                                                      |
| Comtesse von Helfenstein                                               | contralto |                                                                      |
| Hans Schwalb, chef de l'armée des paysans                              | ténor     |                                                                      |
| Regina, fille de Schwalb                                               | soprano   | Emmy Leni Funk                                                       |
| Lorenz von Pommersfelden, Doyen catholique de la Cathédrale de Mayence | basse     | Fritz Honisch                                                        |
| Riedinger, un riche bourgeois protestant                               | basse     | Albert Emmerich                                                      |
| Ursula, fille de Riedinger                                             | soprano   | Judith Hellwig                                                       |
| Mathis, un peintre, amoureux d'Ursula                                  | baryton   | Asger Stieg                                                          |
| Sylvester von Schaumberg, un officier de l'armée                       | ténor     |                                                                      |
| Truchsess von Waldburg, général de l'armée                             | basse     | Marko Rothmüller                                                     |
| Wolfgang Capiton, conseiller d'Albrecht                                | ténor     | Fridolin Mossbacher                                                  |